# Simone Ferraz
Simone Ponte Ferraz (Ponte Serrada, 12 de março de 1990) é uma atleta brasileira.

## Biografia e carreira
Ferraz disputou o Campeonato Sul-Americano de 2019 conquistando a medalha de bronze nos 3.000 metros com obstáculos. Já no Campeonato Sul-Americano de 2021, ela foi medalha de prata na mesma modalidade. Em 2023, repetiu o feito e levou mais uma prata para o Brasil.
Ela representou o Brasil nos Jogos Olímpicos de 2020, realizados em Tóquio, no Japão.

## Principais conquistas
Campeonato Sul-Americano
- Bronze – 3.000 metros com obstáculos (2019)
- Prata – 3.000 metros com obstáculos (2021)
- Prata – 3.000 metros com obstáculos (2023)

## Melhores marcas pessoais
- 800 metros – 2:16.42 (2013).[6]
- 1.500 metros – 04:27.19 (2018)[6]
- 5.000 metros – 15:49.07 (2023)[6]
- 10.000 metros – 35:20.95 (2019)[6]
- 2.000 metros com obstáculos – 06:25.82 (2021)[6]
- 3.000 metros com obstáculos – 09:36.54 (2023)[6]
- 5 quilômetros – 16:39 (2023)[6]
- 10 quilômetros – 34:51 (2021)[6]
- Meia-maratona – 01:15:21 (2021)[6]
- Maratona – 02:38:10 (2019)[6]